# قفيل

تعديل مصدري - تعديل

 قُفَيْل  هي إحدى قرى عزلة اليوسفين بمديرية القبيطة التابعة لمحافظة لحج ويبلغ عدد سكانها حوالي 360 نسمة تقع تقريباً في وسط المديرية وأهم القرى المجاورة لها من جهة الغرب المغنية وقرية دياش التي فيها واحدة من أهم مدارس المديرية (مدرسة 26 سبتمبر) ومن جهة الشمال قرية ثيلة التي فيها مستوصف دياش ويحدها من جهة الشرق قرى المخايشة والصيرات واللكمة ويحدها من الجنوب جبل الكوكب وقرية الكرب وتتكون من عدة قبائل أهمها الكداكدة والأعجول والجعيدة والهريشة وغيرها من القبائل العريقة وأهم معالم المنطقة: جبل البرقة كنجد الحيمر وسد وادي قفيل الذي يزود القرى المجاورة بالماء أوقات الجفاف وقبر العاشقين الأثري والتاريخ ودار الحجري ومقبرة نجد الصلاب القديمة منذ مئات السنين ودار حيمور التاريخي ودار الحروات ومزرعة وبستان سيف بن سيف ومزرعة العرجى وغيرها من المعالم الرائعة.

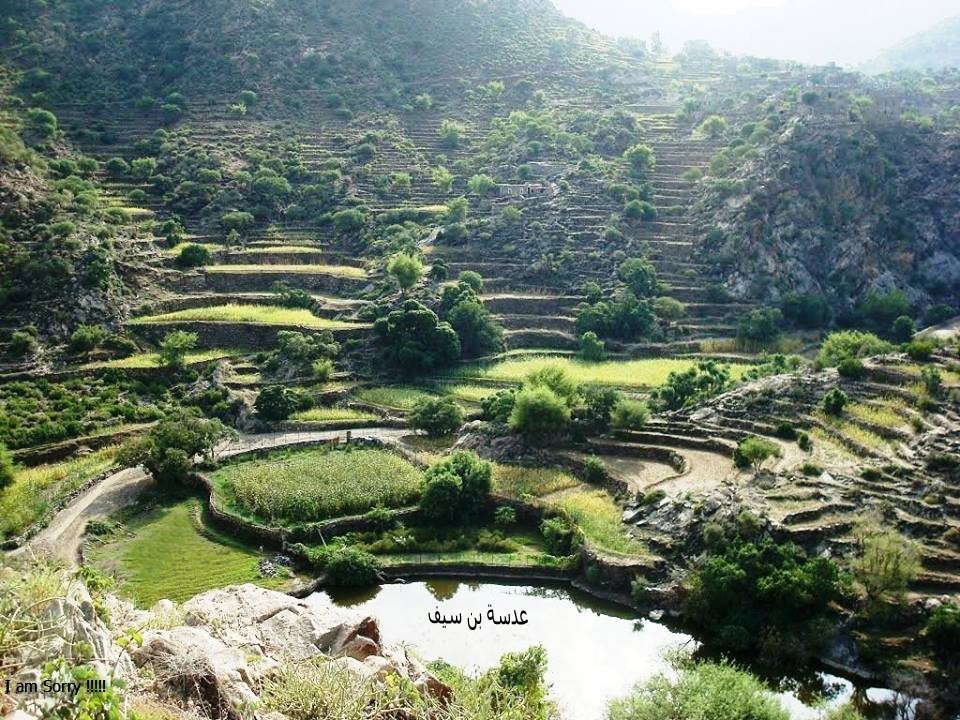
وادي قفيل